# Trachyscorpia verai
Trachyscorpia verai är en fiskart som beskrevs av Philippe Béarez och Hiroyuki Motomura 2009. Trachyscorpia verai ingår i släktet Trachyscorpia och familjen kungsfiskar. Inga underarter finns listade i Catalogue of Life.